# Philomeces thomensis
Philomeces thomensis là một loài bọ cánh cứng trong họ Cerambycidae.